# Szauer S. Ferenc
Szauer S. Ferenc (névváltozata még Peterdy-Szauer Ferenc Sándor; Szeged?, 1892. – Szeged, 1964. június 5.), tisztviselő.

## Élete
Híres szegedi gyűjtőként ismerjük elsősorban, valószínűleg tisztviselő, pénzügyi szakember, akinek több gyűjteménye, ill. többféle gyűjtési szenvedélye (érem, röplap, lapkivágat stb.) is ismert.
A szegedi Somogyi-könyvtár őrzi, például az 1956-os röplapgyűjteményét (Az 1956. évi október hó 26-án kitört magyar forradalom: a szabadságharcosok, valamint a kommunisták által - repülők útján terjesztett budapesti és szegedi röplapok), amely több tucat eredeti dokumentumot tartalmaz egy gyűjteményben, ami a Somogyi Károly Városi és Megyei Könyvtár digitális könyvtárában érhető el a hálózaton.